# リトアニア人の一覧
リトアニア人の一覧（リトアニアじんのいちらん）
ここでは、リトアニアの出身者、およびリトアニア国外で活躍するリトアニア出身者を一覧する。地域としてのリトアニアの出身者を一覧するため、民族的にリトアニア人であるとは限らない。
ここでいうリトアニアは、歴史上の変遷にともなってベラルーシ、ポーランドなどの周辺国と国境・政府を重なり合ってきたため、厳密に現在のリトアニアの国土を指していない。

## リトアニア出身者

### ア行
- ヴァルダス・アダムクス - 政治家

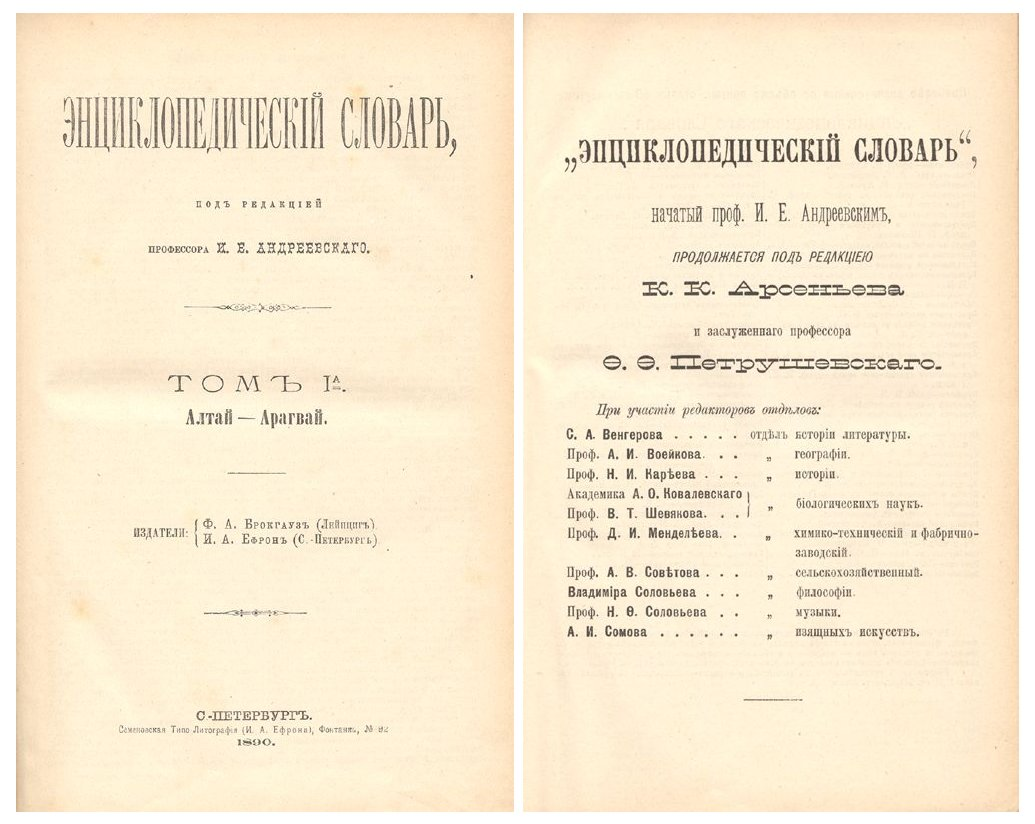
ブロックハウス＝エフロン百科事典

- ジョーゼフ・アクロン - 作曲家。ユダヤ系
- ヨナス・コッス・アレクサンドラヴィチウス - 詩人
- マルク・アントコーリスキー - 彫刻家。ユダヤ系
- ウリエル・ヴァインライヒ - 言語学者。ユダヤ系
- ポヴィラス・ヴァナガス -　フィギュアスケート選手
- ロマス・ウバルタス - 元陸上競技選手
- イエロニム・ウボレヴィッチ - ソ連時代の軍人
- イリヤ・エフロン - ロシア最初の百科事典の出版者。ユダヤ系
- オギンスキ（オギニスキー）家
  - ミハウ・カジミェシュ・オギンスキ - スタニスワフ・アウグスト・ポニャトフスキの反対者の1人で、オギンスキ運河開堀者、学芸のパトロン
  - ミハウ・クレオファス・オギンスキ - リトアニア太守、タデウシュ・コシチュシュコ協力者、歌・踊りの作者
- テオドラス・オークストリス - 総合格闘家

### カ行
- ユルギス・ガイジャウスカス - 作曲家
- ユルギス・カイリス - アクロバット・パイロット
- ヴィルナのガオン（エリヤフ・シュロモ・ベン・ザルマン・クラーメル） - ラビ
- イスラエル・メイール・カガン（ホフェツ・ハイム） - ラビ
- アルテル・カチズネ - イディッシュ語作家
- ヴャチェスラフ・ガネーリン - イスラエルのジャズミュージシャン・作曲家
- エイブラハム・カーハン（アブラハム・カハン） - 小説家・編集者。ユダヤ系
- リチャルダス・カベャリス - 作曲家
- ナウム・ガボ - 彫刻家。ユダヤ系
- ダイニュス・カマイティス - 外交官
- ゼリグ・カルマノヴィチ - イディッシュ語学者、哲学者
- ルーベン・レオン・カーン - 細菌学者。カーン・テストの発明者。ユダヤ系

- ツェーザリ・キュイ - 作曲家（父親がフランス人）
- アンタナス・ギュスティス - ジャズ奏者、プロデューサー。ヴィリニュス・ジャズ・フェスティバルの主催者。
- アロン・ギュルヴィッチ - 哲学者。ユダヤ系

- アブラハム・クック - パレスチナ全体の初代アシュケナジム系主席ラビ
- クラウスナー家
ヨーゼフ・クラウスナー - ユダヤ教徒のキリスト教学者
アモス・オズ（イスラエル出身）
- アブラハム・イツハク・クック - イギリス委任統治領パレスチナの初代首席ラビ
- イグナーチー・クラチコフスキー - リトアニア出身のアラビア学者
- ハイム・グラーデ（ハイム・グラッデ） - イディッシュ語作家

- ロマン・ゲリ（ロマン・ガリー） - フランス語小説家。ユダヤ系
- ダヴィド・ゲリンガス

- フゴ・コウォンタイ - 思想家・政治家
- レオポルド・ゴドフスキー - 作曲家
- エマ・ゴールドマン - アナキスト、フェミニスト。ユダヤ系

### サ行
- ロベルト・ザイチク - スイスで活動した哲学者。ユダヤ系
- ルートヴィヒ・ツー・ザイン＝ヴィトゲンシュタイン＝ベルレブルク
- アルギマンタス・サカラウスカス - 彫刻家
- アルビダス・サボニス -　バスケット・ボール選手
- リーティス・シシナス(Rytis Cicinas) - ポップ歌手
- シュムエル・シェルシェフスキ（サミュエル・シェルシェウスキー） - もとユダヤ教徒の宣教師
- マクシミリアン・シテインベルク - 作曲家。ユダヤ系
- ジャマイテ - 作家
- ベン・シャーン - 画家。ユダヤ系
- シューバート兄弟
リー・シューバート - 劇場支配人。ユダヤ系
ジェイコブ・シューバート
サミュエル・シューバート
- アル・ジョルソン - 歌手。ユダヤ系
- ダリウス・スクリアウディス - 格闘家
- アバ・ヒレル・シルヴァー - アメリカのラビ
- アブラハム・スツケヴェル - イディッシュ語作家
- ウィリアム・ゾラック - 建築家。ユダヤ系
- サウリュス・ソンデツキス - 指揮者

### タ行
- インゲボルガ・ダプクーナイテ - 女優
- ミカロユス・チュルリョーニス - リトアニアを代表する作曲家
- エリアクム・ツンゼル - イディッシュ語作家
- イェヒエル・デ・ヌール - イディッシュ語・ヘブライ語作家（ホロコースト文学）
- エドゥアルト・ティッセ（ティッセー） - カメラマン。スウェーデン系。セルゲイ・エイゼンシュテインの全作を担当
- シグテ・トリマカイテ - 歌手
- マルガリータ・ドロビアツコ - フィギュアスケート選手

### ナ行
- ドビーダス・ネバラスカス - プロ野球選手

### ハ行
- ヤッシャ・ハイフェッツ - ヴァイオリン奏者。ユダヤ系
- ロランダス・パクサス - 政治家
- アレクサンダー・バークマン（ベルクマン、アレクサンドル） - アナーキスト。ユダヤ系
- ヨーナス・バサナヴィチュス - 医師、作家
- ボフダン・パチンスキ - 天文学者
- ドナータス・バニオニス - 俳優
- ユルギス・バルトルシャイティス（父） - ロシア象徴主義の詩人、リトアニアの外交官
- ユルギス・バルトルシャイティス（子） - フランスで活動した美術史家

- シドニー・ヒルマン - アメリカの労働運動指導者

- カジミェラス・ブーガ - バルト語学・印欧語学界におけるリトアニア語の専門家
- アルギルダス・ブラザウスカス - 政治家
- ファジェイ・ブルガーリン - 作家。ポーランド士族
- ヴャチェスラフ・プレーヴェ - 帝政ロシアの政治家

- アントワーヌ・ペフスネール（ペフスネル、ペヴズナー） - 彫刻家・画家。ユダヤ系
- ヴラド・ペルルミュテール - ピアニスト・20世紀の代表的な作曲家。ユダヤ系
- シドニー・ジョーゼフ・ペレルマン - ユーモア作家
- バーナード・ベレンソン - 美術批評家
- エリエゼル・ベン・イェフダー（エリエゼル・ペレルマン） - 現代ヘブライ語（→ヘブライ語）の創始者
- ヴェロニカ・ポヴィリョニエネ - 歌い手
- コンスタンチナス・ボグダナス - 彫刻家

### マ行
- ヴァイヴァ・マイネリーテ - 女優
- ヨーナス・マイローニス - 詩人
- ヴィタウタス・マジュリス - バルト語学者
- アブラハム・マプー - ヘブライ語作家
- アンドリュス・マモントバス - 歌手、俳優、演出家
- マックス・マルゴーリス - セム語学者。ユダヤ系

- チェスワフ・ミウォシュ
- サラ・ミリン - 作家。ユダヤ系
- ヘルマン・ミンコフスキー - 数学者。ユダヤ系
- レイチェル・メッセラー（英語版） - 女優。主にサイレント映画出演で活動していた
- レミギウス・モリカビュチス - 格闘家

### ヤ行
- ヨーナス・ヤブロンスキス
- レオ・ヨギヘス - ドイツで活動した政治家
- ヴラジーミル・ヨッヘルソン（ヴァルデマール） - 民族学者。ユダヤ系

### ラ行
- ダイヴァ・ラチューナイテ＝ヴィチニエネ - 民族音楽研究家、歌い手。

- ラドヴィラ家 / ラジヴィウ家
ミハウ・ヒェロニム・ラジヴィウ
アントニ・ラジヴィウ - 政治家、音楽家、ポズナン大公国総督。
ミハウ・ゲデオン・ラジヴィウ - 軍人、11月蜂起の指導者の一人。
フランツ・ラジヴィウ

- リディア・ラビノーヴィチ＝ケンプナー - 細菌学者。ユダヤ系
- ヴィタウタス・ランズベルギス - 音楽学者、リトアニア独立を指導した政治家。

- イスラエル・リプキン＝サランテル - ラビ。ムーサール運動主導者
- ジャック・リプシッツ - 彫刻家。ユダヤ系

- ジョーゼフ・ルムシンスキー - イディッシュ演劇作曲家。"二番街のビッグ・フォー"の一人

- ルータ・メイルティーテ - 水泳選手。リトアニア独立後の水泳での初オリンピック金メダル。

- エマニュエル・レヴィナス - 哲学者・倫理学者・タルムード学者。ユダヤ系
- アブラハム・レイゼン - ヘブライ語作家
- アブラハム・レベンゾン - ヘブライ語作家
- ミカ・レベンゾン - ヘブライ語作家
- イサーク・レヴィタン - 画家。ユダヤ系

## 王家
- ヴィタウタス
- ミンダウガス
- ミンダウガス2世
- ゲディミナス
- アルギルダス（オルギェルト）
- ケーストゥティス
- ヨガイラ（ヴワディスワフ2世 (ポーランド王)）

## メーメルラント（プロイセン）出身者
- ジーモン・ダッハ

## リトアニア国外のリトアニア系出自者
- スタシス・エイドリギャヴィチュス - 画家
- ブライアン・エプスタイン - イギリスのビジネスマン。ビートルズのマネージャー。祖父がリトアニアからの移民。

- アンソニー・キーディス - アメリカ合衆国のミュージシャン。レッド・ホット・チリ・ペッパーズのメンバー。
- マリヤ・ギンブタス - 印欧学者
- スタンリー・クニッツ - アメリカ合衆国の詩人。ユダヤ系。
- フィリップ・グラス - アメリカ合衆国の作曲家。
- アーロン・クルーグ - 南アフリカの化学者。ユダヤ系。
- ビタス・ゲルレイティス
- タデウシュ・コシチュシュコ（コシューシコ） - アメリカ独立戦争における総司令官ジョージ・ワシントンの副官。ベラルーシ出身。
- エマ・ゴールドマン - アメリカ合衆国のアナーキスト、フェミニスト。ユダヤ系。

- ジョアンナ・シムカス - カナダの女優。
- アリエル・シャロン（シャイネルマン） - イスラエルの首相。対パレスチナ強硬派。
- ヘレン・スズマン - 南アフリカの反アパルトヘイト活動家、政治家。ユダヤ系。
- ジョー・スローヴォ - 南アフリカの政治家。反シオニズム活動家。ユダヤ系。ルス・ファーストの夫。
  - ショーン・スロボ - 脚本家
- ラザール・セガル - ブラジルの画家、彫刻家。ユダヤ系。リトアニア系ブラジル人。
- ロバート・ゼメキス - アメリカ合衆国の映画監督。

- ボブ・ディラン - アメリカ合衆国の音楽家。母方の祖父母がリトアニア移民。ユダヤ系。
- ボビー・ビントン-アメリカ合衆国の音楽家。ポーランド人とリトアニア人系移民。

- ローズ・ナマユナス-アメリカ合衆国の総合格闘家。両親がリトアニア人系移民。

- ネタニヤフ兄弟（ミリコフスキ）
  - ヨナタン・ネタニヤフ
  - ベンヤミン・ネタニヤフ

- アルジス・バドリス - アメリカ合衆国のSF作家
- ゲンナジー・ブルブリス
- ルス・ファースト - 南アフリカの政治家、反アパルトヘイト活動家。ユダヤ系。ジョー・スローヴォの妻。
- チャールズ・ブロンソン - アメリカ合衆国の俳優。ユダヤ系とタタール人の血筋を引く
- ヴラド・ペルルミュテール - ピアニスト・20世紀の代表的な作曲家。ユダヤ系

- マックス・マルゴーリス - セム語学者
- クレメント・グリーンバーグ
- サラ・ミリン - 南アフリカの作家。ユダヤ系
- ヨーナス（ジョナス）・メカス
- アンタナス・モクス - コロンビアの政治家、元ボゴタ市長。

## 架空の人物
- ハンニバル・レクター